# Igorrr
Готье́ Серр (фр. Gautier Serre, род. 5 июня 1984 года, Франция) — более известный под псевдонимом Igorrr — французский музыкант, объединяющий в рамках экспериментальной музыки довольно разрозненные жанры: блэк-метал, барокко, брейккор и трип-хоп. В 2017 году проект Igorrr стал полноценной группой с приходом барабанщика Сильвена Бувьера и вокалистов Лорана Люнуара и Лоры Лё Прюнанек.

## История группы

### Сольная работа (2005—2016)
Псевдоним взят в честь песчанки Игоря, домашнего животного из детства, с добавлением букв «R» чтобы затруднить произношение. Серр утверждает, что у него синестезия, то есть он воспринимает музыку цветной.
Igorrr самостоятельно выпустил два демо: «Poisson Soluble» в 2006 году и «Moisissure» в 2008 году, которые привлекли внимание лейбла Ad Noiseam. Демо-альбомы были переизданы этим лейблом в 2011 году.
Дебютный альбом «Nostril» был выпущен в 2010 году вместе с сопутствующим мини-альбомом «Baroquecore».
Второй альбом «Hallelujah» вышел в символичную дату 21.12.2012. В записи альбома приняли участие гитарист Teloch из норвежской группы Mayhem и классическая певица Лор Лё Прюнанек.
|                                                              |  |  | Это случилось примерно в 2004—2005 годах, когда у меня было несколько групп. Всякий раз, когда у меня появлялась идея или сочинение, я должен был советоваться с другими людьми, чтобы узнать, хорошо это или плохо и т. д... и это меня немного раздражало. Я хотел что-то для себя, где я был бы единственным человеком, который принимал решения. Я искал определенный стиль музыки, но не мог найти того, что хотел, потому что его не существовало. Цель состояла в том, чтобы у меня был компакт-диск, который можно поставить в проигрыватель и услышать именно то, что я хотел услышать. |
| В интервью 2011 года о происхождении своего сольного проекта |  |  | |

В 2016 году Серр получил премию GoPro «видео дня» за клип, где петух Патрик играет на игрушечном пианино (Серр сыпал куриный корм на клавиши, которые Патрик клевал).

### Расширение до группы (2017 — наст. время)
В феврале 2017 года Igorrr подписал контракт с лейблом Metal Blade Records.
16 июня 2017 года вышел альбом «Savage Sinusoid», над которым в течение 5 лет трудился целый коллектив музыкантов. Альбому предшествовал сингл «ieuD». В отличие от предыдущих альбомов, «Savage Sinusoid» не содержал семплов. Это было осознанное решение из-за проблем с оплатой роялти, поэтому более ранних альбомов нет на стриминговых сервисах. Особенностью работы над альбомом было сотрудничеством с членами групп Cattle Decapitation и Secret Chiefs 3. Альбом получил положительную критику: «Metal Injection» присудил альбому победу в номинации «The Bat Shit Crazy Album of the Year Award» и оценку 10/10, а AllMusic и Metal Hammer дали альбому 4/5. Альбом занял в бельгийском чарте Ultratop Flanders 173-е место.
В июне 2018 года Igorrr выступал вместе с Карпентером Брутом на разогреве у группы Ministry в их Североамериканском турне 2018 года.
Igorrr отметился выступлением на фестивалях: Heavy Montréal, Dour (в 2014, 2015 и 2017 годах), Roadburn, Europavox, Montreux Jazz, Metaldays, Durbuy Rock, Motocultor, Download, Brutal Assault, Hellfest Open Air, FortaRock, Copenhell и др.
Igorrr пробовал себя в кинематографе: он снял короткометражный фильм, показанный на кинофестивале в Орландо.
В 2020 году был выпущен альбом Spirituality and Distortion.

## Стиль и влияние
Звук группы сочетает в себе брейкбиты, тяжёлые метал-риффы, резкие смены темпа и женское оперное пение в сочетании с мужским криком. Музыканты вдохновлялись такими направлениями как блэк-метал, дэт-метал, индастриал-метал, прогрессивный метал, классическая музыка (особенно барокко), балканская музыка, брейккор и трип-хоп.
|                                                  |  |  | Всё началось, когда я был подростком, ищущим группу или артиста, разрушающего все границы музыки, группу, способную принести то, что не могли принести все скучные мейнстрим-группы. |
| Серр о происхождении Igorrr, интервью 2017 года. |  |  | |

На творчество Серра повлияли классические композиторы Фредерик Шопен, Иоганн Себастьян Бах, Жан-Филипп Рамо и Доменико Скарлатти, а также современные группы: Taraf de Haïdouks, Cannibal Corpse, Meshuggah, Aphex Twin, Mr. Bungle (и другие проекты Майка Паттона) и Portishead.

## Состав группы
В концертной деятельности участвуют:
- Готье Серр — гитара, все клавишные, музыка, вокал
- Лор Лё Прюнанек (фр. Laure Le Prunenec) — сопрано[30]
- Лоран Люнуар (фр. Laurent Lunoir) — вокал
- Сильвен Бувье (фр. Sylvain Bouvier) — барабаны

В записи альбомов принимали участие:
- Катерина Коробкова — клавесин
- Нильс Шевилль (фр. Nils Cheville) — акустическая гитара
- Эрленд Касперсен (Erlend Caspersen) — бас-гитара
- Пьер Мюсси (фр. Pierre Mussi) — аккордеон
- Ян Лё Гляз (фр. Yann Le Glaz) — саксофон
- Эмерик Тома (Aymeric Thomas) — 8 бит
- Антони Миранда (Antony Miranda) — ситар
- Эрве Фэвр (фр. Hervé Faivre) — звукоинженер

## Дискография
Студийные альбомы
- Nostril (2010)
- Hallelujah (2012)
- Savage Sinusoid[англ.] (2017)
- Spirituality and Distortion[англ.] (2020)

Демо
- Poisson Soluble (2006)
- Moisissure (2008)

Мини-альбомы
- Baroquecore (2010)
- Maigre with Ruby My Dear (2014)

с группой Whourkr
- Demo (2005)
- Naät (2007)
- Concrete (2008, переиздан в 2010)
- 4247 Snare Drums (2012)
- Naät + Concrete (2013, vinyl reissue)

с группой Corpo-Mente
- Corpo-Mente (2014)